# Національний банк Чехії
Національний банк Чехії (чеськ. Česká národní banka) — центральний банк Чехії, утворений 1 січня 1993 року, одночасно з введенням в обіг чеської крони в результаті розпаду Чехословаччини. Є наступником Державного банку Чехословаччини.
У завдання банку входить:
- Встановлення процентних і дисконтних ставок за своїми операціями.
- Розробка політики своїх операцій на кредитному та відкритому ринках.
- Встановлення резервних вимог до кредитних інститутів.